# Maria Emilie Snethlage

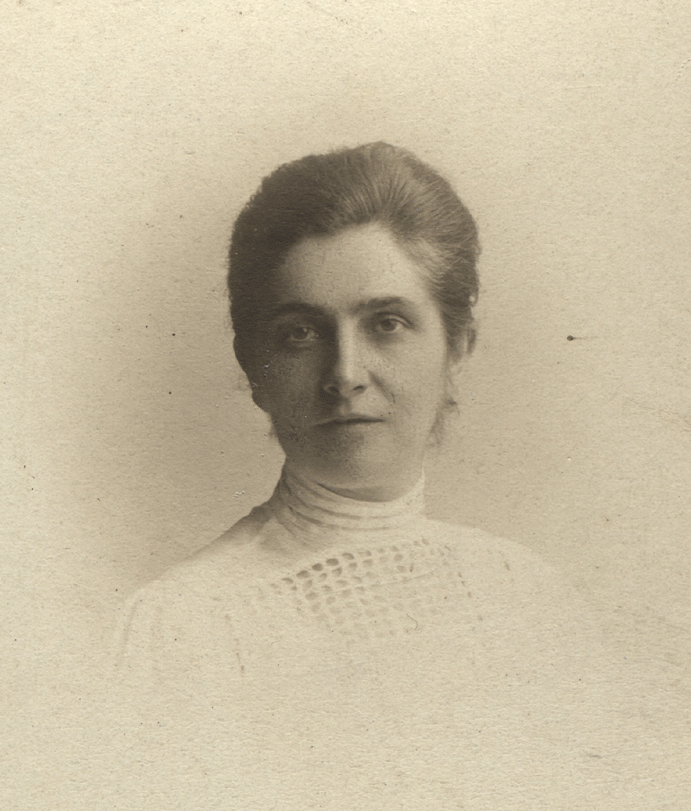
Porträtfotografie Emilie Snethlage, 1906

Henriette Mathilde Maria Elisabeth Emilie Snethlage (* 13. April 1868 in Kraatz, Provinz Brandenburg; † 25. November 1929 in Porto Velho, Brasilien) war eine deutsch-brasilianische Ornithologin.

## Leben und Wirken
Maria Emilie Snethlage wurde als Tochter des Pfarrers Emil Snethlage in Kraatz bei Gransee geboren. Sie wurde privat im Haus ihres Vaters ausgebildet. 1900 begann sie an der Universität Freiburg ihr Studium der Naturgeschichte und 1904 schrieb sie ihre Doktorarbeit mit dem Titel Über die Frage von Muskelansatz und der Muskulatur bei den Arthropoden. Auf Empfehlung von Anton Reichenow zog sie 1905 nach Brasilien und wurde Assistentin von Emil Goeldi. Von 1914 bis 1922 war sie die Direktorin des Museu Paraense Emílio Goeldi. In dieser Zeit verlor sie ein Glied des Mittelfingers ihrer rechten Hand. Sie amputierte es sich selbst, nachdem ein Piranha sich in den Finger verbissen hatte. Maria Emilie Snethlage gehört zu den herausragendsten Ornithologinnen Brasiliens. Zwischen 1905 und 1929 beschrieb sie mehrere Vogelarten erstmals wissenschaftlich. Hierzu zählen der Goeldiameisenvogel (Myrmeciza goeldii), der Iheringameisenschlüpfer (Myrmotherula iheringi), der Gelbstreifen-Ameisenschlüpfer (Myrmotherula sclateri) und der Gelbbürzel-Laubtyrann (Phyloscartes roquettei). Zusammen mit ihrem Neffen, dem Ethnologen Dr. Emil Heinrich Snethlage, erforschte sie in den 1920er-Jahren die brasilianische Vogelwelt. 1929 starb sie an einem Herzfehler.

## Erstbeschreibungen und Synonyme von Maria Emilie Snethlage

### Arten
Zu den Arten gehören chronologisch u. a.:
- Braunzügel-Todityrann (Hemitriccus iohannis (Snethlage, E, 1907))
- Kleintodityrann (Hemitriccus minor (Snethlage, E, 1907))
- Rostbrust-Ameisenvogel (Rhegmatorhina berlepschi (Snethlage, E, 1907))
- Weißbauch-Todityrann (Hemitriccus griseipectus (Snethlage, E, 1907))
- Goeldiameisenvogel (Akletos goeldii (Snethlage, E, 1908))
- Paraameisenpitta (Hylopezus paraensis (Snethlage, E, 1910))
- Gelbstreifen-Ameisenschlüpfer (Myrmotherula sclateri Snethlage, E, 1912)
- Varzeazwergspecht (Picumnus varzeae Snethlage, E, 1912)
- Iheringameisenschlüpfer (Myrmotherula iheringi Snethlage, E, 1914)
- Ockerzwergspecht (Picumnus limae Snethlage, E, 1924)
- Ockerbauch-Todityrann (Hemitriccus mirandae (Snethlage, E, 1925))
- Wellenbauch-Baumsteiger (Hylexetastes stresemanni Snethlage, E, 1925)
- Bananalameisenfänger (Cercomacra ferdinandi Snethlage, E, 1928)
- Gelbbürzel-Laubtyrann (Phylloscartes roquettei Snethlage, E, 1928)
- São-Francisco-Dunkeltyrann (Knipolegus franciscanus Snethlage, E, 1928)

### Unterarten
Zu den Unterarten gehören chronologisch u. a.:
- Graubauch-Ameisenschlüpfer (Isleria hauxwelli hellmayri (Snethlage, E, 1906))
- Braunwangenvireo (Hylophilus muscicapinus griseifrons (Snethlage, E, 1907))
- Bronzespecht (Piculus chrysochloros paraensis (Snethlage, E, 1907))
- Dunkelsensenschnabel (Campylorhamphus procurvoides multostriatus (Snethlage, E, 1907))
- Rotnackenarassari (Pteroglossus bitorquatus reichenowi Snethlage, E, 1907)
- Rotschwanzbekarde (Terenotriccus erythrurus hellmayri (Snethlage, E, 1907))
- Schwanzbindenpipra (Pipra fasciicauda purusiana Snethlage, E, 1907)
- Schwarzgrau-Ameisenwürger (Thamnophilus nigrocinereus huberi Snethlage, E, 1907)
- Uferkleintyrann (Serpophaga hypoleuca pallida Snethlage, E, 1907)
- Eichhornkuckuck (Piaya cayana obscura Snethlage, E, 1908)
- Grauschopf-Ameisenvogel (Rhegmatorhina melanosticta purusiana (Snethlage, E, 1908))
- Starkschnabel-Baumsteiger (Xiphocolaptes promeropirhynchus berlepschi Snethlage, E, 1908)
- Weintaube (Patagioenas plumbea pallescens (Snethlage, E, 1908))
- Amazonasmotmot (Momotus momota cametensis Snethlage, E, 1912)
- Braunstirnvireo (Hylophilus hypoxanthus inornatus (Snethlage, E, 1914))
- Fuchsscheitelvireo (Hylophilus ochraceiceps lutescens (Snethlage, E, 1914))
- Graukopf-Ameisenwächter (Willisornis vidua nigrigula (Snethlage, E, 1914))
- Olivbrust-Maskentyrann (Conopias trivirgatus berlepschi Snethlage, E, 1914)
- Rostbrust-Mückenfresser (Conopophaga aurita pallida Snethlage, E, 1914)
- Schwarzkinn-Ameisenvogel (Thamnomanes ardesiacus obidensis (Snethlage, E, 1914))
- Schuppenkehl-Laubwender (Sclerurus scansor cearensis Snethlage, E, 1924)
- Parástirnvogel (Psarocolius bifasciatus neivae (Snethlage, E, 1925))
- Rotrücken-Ameisenfänger (Euchrepomis spodioptila meridionalis (Snethlage, E, 1925))
- Bartbaumsteiger (Xiphocolaptes falcirostris franciscanus Snethlage, E, 1927)
- Geoffroygrundkuckuck (Neomorphus geoffroyi dulcis Snethlage, E, 1927)
- Schwarzgrau-Ameisenfänger (Cercomacroides nigrescens ochrogyna Snethlage, E, 1928)
- Wechselameisenwürger (Thamnophilus caerulescens ochraceiventer Snethlage, E, 1928)

### Synonyme
In der Literatur finden sich gelegentlich folgende Synonyme von ihr, die früher als eigenständige Unterarten betrachtet wurden:
- Silberameisenschnäpper (Sclateria naevia naevia (dubia) (Snethlage, E 1925))
- Rötelblattspäher (Syndactyla dimidiata baeri (mirandae) Snethlage, E, 1928)

## Dedikationsnamen
Leo Joseph und John Marshall Bates widmeten ihr 2002 den Rio-Madeira-Sittich (Pyrrhura snethlageae). John Todd Zimmer ehrte sie 1934 in der Rotrücken-Sensenschnabel-Unterart (Campylorhamphus trochilirostris snethlageae), Hans Hermann Carl Ludwig von Berlepsch 1912 in der Rostbrust-Mückenfresser-Unterart (Conopophaga aurita snethlageae). Ihr Neffe nannte 1937 eine Kleintodityrann-Unterart (Hemitriccus minor snethlageae) zu ihren Ehren. Teresa C. S. Ávila-Pires ehrte sie 1995 in der Zwergtejus-Art Loxopholis snethlageae, Osvaldo Rodrigues da Cunha und Francisco Paiva do Nascimento 1983 die Nattern-Art Atractus snethlageae, Lorenz Müller 1914 die Zungenlose-Art Pipa snethlageae.
Außerdem wurden ihr die Säugetierarten Emilia-Schmalbeutelratte (Gracilinanus emiliae (Thomas, 1909)), Emilia-Spitzmausbeutelratte (Monodelphis emiliae (Thomas, 1912)), Braune Seidenäffchen (Mico emiliae (Thomas, 1920)), Büschelschwanz-Stachelratte (Lonchothrix emiliae Thomas, 1920) und die Snethlage-Neuweltklettermaus (Rhipidomys emiliae (Allen, 1916)) gewidmet.
Die Gattung Snethlagea von Berlepsch, 1909 wird heute als Synonym für Hemitriccus Cabanis & Heine, 1859 betrachtet.

## Publikationen (Auswahl)
- Über brasilianische Vögel. In: Ornithologische Monatsberichte. Band 14, Nr. 1, 1906, S. 9–10 (biodiversitylibrary.org).
- Neue Vogelarten aus Südamerika. In: Ornithologische Monatsberichte. Band 15, Nr. 3, 1907, S. 160–164 (biodiversitylibrary.org).
- Neue Vogelarten aus Südamerika. In: Ornithologische Monatsberichte. Band 15, Nr. 12, 1907, S. 193–196 (biodiversitylibrary.org).
- Eine Vogelsammlung vom Rio Purús, Brasilien. In: Journal für Ornithologie. Band 56, Nr. 1, 1908, S. 7–24 (biodiversitylibrary.org).
- Sobre uma collecção de aves do Rio Purus. In: Boletim do Museu Goeldi (Museu Paranse) de Historia Natural e Ethnographia. Band 5, 1908, S. 43–78 (biodiversitylibrary.org).
- Berichtigung. In: Ornithologische Monatsberichte. Band 18, Nr. 12, 1910, S. 102 (biodiversitylibrary.org).
- Neue Vogelarten aus Amazonien. In: Ornithologische Monatsberichte. Band 20, Nr. 10, 1912, S. 153–155 (biodiversitylibrary.org).
- Neue Vogelarten aus Amazonien. In: Ornithologische Monatsberichte. Band 22, Nr. 3, 1914, S. 39–44 (biodiversitylibrary.org).
- Neue Vogelarten aus Nord-Ost-Brasilien. In: Journal für Ornithologie. Band 72, Nr. 3, 1924, S. 446–450, doi:10.1007/BF01905394.
- Neue Vogelarten aus Nord-Brasilen. In: Journal für Ornithologie. Band 73, Nr. 2, 1925, S. 264–274, doi:10.1007/BF01906331.
- Ein neuer Dendrocolaptide aus Inner-Brasilien. In: Ornithologische Monatsberichte. Band 35, Nr. 1, 1927, S. 8–9 (zobodat.at [PDF]).
- Ein neuer Cuculide aus Südbrasilien. In: Ornithologische Monatsberichte. Band 35, Nr. 3, 1927, S. 80–82 (zobodat.at [PDF]).
- Novas espécies e subespécies de aves do Brasil Central. In: Boletim do Museu Nacional de Rio de Janeiro. Band 4, Nr. 2, 1928, S. 1–7.